# I Won't Let You Go
I Won't Let You Go è una canzone del cantante inglese James Morrison, primo singolo estratto dal suo terzo album The Awakening. Come dichiarato dallo stesso artista, il brano è una midtempo dedicata ad una ragazza. Il singolo è stato pubblicato fra il 16 e il 18 settembre 2011 nel mercato digitale, fatta eccezione per quello belga dove è stato pubblicato in anticipo rispetto al resto del mondo, precisamente il 25 agosto 2011.

## Accoglienza
Robert Copsey di Digital Spy ha espresso un giudizio positivo sulla canzone, precisando però che ricorda in parte la musica dei Coldplay e che nell'album sono presenti brani più adatti per il ruolo di primo singolo.. Per il resto sono state espresse critiche generalmente positive, ma tra di loro diverse; Jon O'Brien ha affermato che ricorda lo stile di suoi vecchi successi, mentre Pip Elwood si è complimentato con l'artista per l'ottimo cambio di direzione musicale rispetto ai precedenti singoli.

## Promozione
Morrison ha eseguito la canzone durante la seconda puntata della versione italiana di X Factor.

## Video musicale
Il video musicale, pubblicato su YouTube il 4 agosto 2011, è stato diretto da Phil Griffin.

## Classifiche
| Classifica (2011) | Posizione massima |
| ----------------- | ----------------- |
| Australia         | 13                |
| Austria           | 1                 |
| Belgio (Friande)  | 36                |
| Belgio (Vallonia) | 49                |
| Finlandia         | 20                |
| Germania          | 18                |
| Giappone          | 25                |
| Irlanda           | 11                |
| Italia            | 4                 |
| Norvegia          | 8                 |
| Regno Unito       | 5                 |
| Slovacchia        | 45                |
| Svezia            | 42                |
| Svizzera          | 3                 |